# Txus García
Txus García (Tarragona, 1974) es poeta, educador sociocultural, diácono interreligioso y rapsoda que realiza activismo Queer, sobre Diversidad sexual, feminista, Sistema de género y LGBTIQ mediante sus puestas en escena o performances basadas en textos propios y de otras autoras. Antes de su transición de género, se había definido como "señora rara"  que lucha de modo independiente por los derechos y libertades de seres humanos y animales.

## Reseña biográfica
Quinto hijo de una familia mixta de pescadores del Serrallo y de zonas rurales (de pagès) reivindica sus raíces de clase obrera mediante sus textos en prosa o poesía, con múltiples referencias a sus orígenes. Del mismo modo, defiende la poesía bastarda, los cuerpos e identidades disidentes y la verdad poética y escénica.
Vive hasta los 37 años en su ciudad natal, donde ejerce de educador sociocultural y formador para múltiples entidades e instituciones. Se traslada finalmente a Barcelona para trabajar en el sector social y reforzar la proyección de sus actividades en la poesía escénica queer y el activismo.
En 2021, tras muerte de sus padres, fija su residencia en el Alt Penedès, se define como hombre transexual no binario, y se consagra a la creatividad, al activismo animalista y a los derechos de las personas trans*.
En octubre de 2024, tras una amplia formación en teología de la liberación, feminista y queer, es ordenadodiácono por la ARCWP, asociación internacional que lucha por el reconocimiento, la ordenación y la igualdad de mujeres, personas LGBTQIA+ y otras disidencias en la Iglesia Católica.

## Trayectoria
Formado en técnicas teatrales, cabaré y el estilo performativo de Jango Edwards, su perfil escénico se basa en la interacción con el público, la ternura y en el sentido del humor. Recita textos propios y ajenos en múltiples espacios escénicos desde 1995 y ha participado en diferentes proyectos junto a otros artistas (teatro, proyectos audiovisuales y medios de comunicación). 
Ha participado en numerosas revistas, medios de comunicación y antologías (Norma Comics, Classiques Garnier, Pol·len Edicions, Ediciones de la Universidad de Sevilla, Icària, Vitruvio, Luces de Gálibo, Sial Ediciones o Huerga & Fierro), y algunos de sus versos han sido traducidos al francés, inglés, griego, catalán y gallego. 
Su primer libro, Poesía para niñas bien (Tits in my bowl) (Cangrejo Pistolero Ediciones, Sevilla, 2011), ha sido reeditado en 2018 por Edicions Bellaterra con prólogo de June Fernández y collages de Ana Elena Pena. 
Su segundo poemario, Este torcido amor (la ternura de los ahogados), también en Edicions Bellaterra, está prologado por Meri Torras y contiene palabras de Princesa Inca. Las ilustraciones son originales de Antonio García Villarán. 
Publica habitualmente en su página y en redes sociales y colabora con otros medios de comunicación o plataformas activistas, como Píkara Magazine. Sus poemas se incluyen en actividades educativas relacionadas con la diversidad sexual y la fluidez de género, y algunos han sido reseñados en comunicaciones y publicaciones nacionales e internacionales especializadas en literatura, género y diversidad sexual.

## Obra
- García, Txus (2018). Este torcido amor (La ternura de los ahogados). Edicions Bellaterra. 978 84 7290 871 0.
- García, Txus (2018). Poesía para niñas bien (Tits in my bowl) – Segunda edición. Edicions Bellaterra. 978 84 7290 873 4.
- García, Txus (2011). Poesía para niñas bien (Tits in my bowl). Cangrejo Pistolero Ediciones. 978-84-938889-1-6.
- Garcia, Txus (2021). Txus García : poèmes queer (Lucie Lavergne, trad.) (en francés). Celis Textes: Presses Universitaires Blaise Pascal. ISBN 978-2-84516-964-7.

### Antologías
- Antología de poesía queer. Selección por Ángelo Nestore. Editorial Espasa, 2024.
- OhDiosas. VVAA. Seleccionadas por Ana Patricia Moya y Elena Román (Sel). Ediciones Raro, 2023
- Conjugar el amor. Escritos alternativos al discurso amoroso, VVAA. Laura Latorre (Ed.). Editorial La Oveja Roja, 2020
- (h)amor 4 _ (h)amor propio, VVAA. Editorial Continta me tienes, 2019
- Revolution Now. Lucha y resistencia LGTB. VVAA. La Tija Edicions, 2019
- INSUMISAS: Poesía crítica contemporánea de mujeres. Alberto García-Teresa (Ed.). Baile del Sol, 2019
- Qué será ser tú. Antología de poesía por la igualdad. Ana Pérez Cañamares y María Ángeles Maeso (Ed.). Editorial Universidad de Sevilla, 2018
- Masques, corps, langues. Les figures dans la poésie érotique contemporaine, Caroline Crépiat et Lucie Lavergne (dir.). Classiques Garnier, 2017
- Gloria a Gloria, Sonia Sanromán (Ed.). Ediciones del 4 de agosto de 2017
- Capital Animal (Agenda 2017). Ruth Toledano (Ed.), Capital animal, 2016
- Relatos Marranos. Antología, Helen Torres y Aída I. de Prada (Ed.). Pol·len edicions (El Tinter SAL) 2015, 2014.
- ENJAMBRE. Antología de cómics y relatos breves, Susanna Martín (Ed.). Norma Editorial, 2014
- IndignHADAS, Amelia Díaz (Ed.). Urania Ediciones, 2012
- Strigoi. 25 poemas vampíricos, Sonia Sanromán (Ed.). Ediciones del 4 de agosto de 2012
- Mujeres que aman a mujeres, Carmen Moreno (Ed.). Ediciones Vitruvio, 2012
- Puta Poesía, Ferran Fernández (Ed.). Luces de Gálibo, 2011, 2010
- Blanco nuclear. Antología de poesía gay y lésbica última, Luis Daniel Pino (Ed.), Sial Ediciones, 2011